# Hôtel de ville de Chartrettes
L'hôtel de ville de Chartrettes est un édifice administratif du XXe siècle abritant la mairie de la ville, situé à Chartrettes, en France.

## Situation et accès
L'édifice est situé au no 37 ter de la rue Georges-Clemenceau, dans le centre-ville, au sud-ouest du territoire de la commune de Chartrettes, et plus largement au sud-ouest du département de Seine-et-Marne.

## Histoire

### Inauguration
L’inauguration a lieu le 1er juin 1913, présidée par le préfet de Seine-et-Marne Olivier Bascou et en présence notamment du sénateur de Seine-et-Marne Jacques Regismanset, du député de la circonscription de Melun Edmond Forgemol de Bostquenard et du conseiller général Sommier. Un grand festival de musique est organisé à cette occasion et malgré un « mauvais temps », la cérémonie accueille une grande foule,.

### Rénovations
Au début des années 1980, la Ville procède à la réfection totale de la toiture en conservant l’ardoise malgré son coût élevé et à un rajeunissement des façades.

## Structure
L'édifice présente cinq travées de fenêtres réparties sur deux étages. Les façades sont de couleur blanches avec un chaînage marron. Un perron devance la façade principale avancée, surmonté d'un auvent en verre.